# Odiya Silweya
Odiya Silweya (ur. 1 stycznia 1959) – malawijski lekkoatleta specjalizujący się w sprincie.
Dwukrotnie brał udział w igrzyskach olimpijskich. Na igrzyskach w 1984 odpadł w eliminacjach biegu na 100 i 200 metrów, natomiast na igrzyskach w 1988 roku odpadł w eliminacjach w konkurencji biegu zarówno na 200, jak i na 400 metrów.